# 980 Anakostija
980 Anakostija  (mednarodno ime je 980 Anacostia ) je asteroid v glavnem asteroidnem pasu. Po Tholenovem načinu razvrščanja kaže značilnosti dveh tipov asteroidov (tipa S in U). Po SMASS razvrščanju asteroidov pa spada med asteroide tipa L .

## Odkritje
Asteroid je odkril George Henry Peters (1861 – 1947) 21. novembra 1921 v Washingtonu.. 
Poimenovan je po znani četrti Anacostia in reki Anacostii jugovzhodno od Washingtona.

## Lastnosti
Asteroid Anakostija obkroži Sonce v 4,54 letih. Njegova tirnica ima izsrednost 0,200, nagnjena pa je za 15,899° proti ekliptiki. Njegov premer je 86,19 km, okoli svoje osi se zavrti v 20,117 urah .